# Río Jazir
El río Jazir (en árabe: الخازر)  es un río del norte de Irak, un afluente del río Gran Zab en el Kurdistán Iraquí. 
Cerca del río está situado el yacimiento arqueológico de M'lefaat, donde se han encontrado evidencias de un pequeño pueblo de cazadores recolectores que datan del milenio diez antes de Cristo, durante el  Neolítico precerámico A en el Levante. Luego el río fue una parte de un área de riego que apoyó la ciudad asiria de Nimrud. Conocido por los griegos helenísticos como el río Boumelus, el río fue escenario de una batalla entre Alejandro Magno y Darío III.